# Bojan Bučinel
Bojan Bučinel, slovenski inženir, * 1960, Novo mesto.
Bučinel je trenutno načelnik Urada za logistiko slovenske Policije.